# Benoît Peeters
Benoît Peeters (28 d'agost de 1956, París), és un escriptor, assagista, professor, guionista i crític francès. També és un especialista de l'univers de Tintín.
El 2022-2023, Benoît Peeters ocupa la càtedra de creació artística del Collège de France, que acull, durant un curs acadèmic, una personalitat que il·lustra la creació artística contemporània en totes les seves formes. Allà imparteix una sèrie de cursos sobre la «poètica del còmic».

## Biografia

### Joventut i inicis
Nascut a París, va passar la seva infantesa a Brussel·les, on el seu pare va ser un dels primers funcionaris europeus. Als 12 anys va conèixer al futur dibuixant François Schuiten a l'institut Don Bosco, amb qui va crear un diari. No va tornar a França fins al 1973. Després de passar per l'institut Louis-le-Grand i obtenir una llicenciatura en filosofia a la Universitat Panthéon-Sorbonne, va estudiar a l'École pratique des hautes études i va descobrir sobretot els ensenyaments de Roland Barthes. La seva tesi de semiologia se centra en «l'anàlisi, vinyeta per vinyeta, de Les joies de la Castafiore».
La seva primera novel·la, Omnibus, una biografia imaginària de Claude Simon, va ser publicada el 1976. El 1980 en publicà una segona, La Bibliothèque de Villers, un homenatge a Jorge Luis Borges i almenys tant com a Agatha Christie.
El 1977, descobreix la gastronomia durant un àpat al restaurant dels germans Troisgros a Roanne. Quan encara era estudiant i després d'haver tornat a viure a Brussel·les, va provar la cuina a casa durant un any. Aquesta experiència la relata molt més tard, a la historieta Comme un chef, dibuixada per Aurélia Aurita.
Des del començament de la seva carrera, Benoît Peeters ha diversificat les seves activitats: novel·lista, biògraf, guionista, crític i teòric del còmic, escenògraf i editor. L'any 2009 es va publicar el seu llibre Écrire l'image, un assaig autobiogràfic. Va ser originàriament en el marc d'una titulació per dirigir la recerca (ajut a la Sorbona el 2007) que va escriure aquest treball.

### Especialista en Hergé
Benoît Peeters va conèixer Hergé per primera vegada el 1977, a Brussel·les, durant una entrevista que va fer a Patrice Hamel per a la revista Minuit. A més de la seva tesi sobre Les joies de la Castafiore (que va aparèixer, revisada, en forma de llibre el 1984), va publicar diversos estudis breus sobre Tintín. Quan Carlsen i Casterman es van plantejar escriure una monografia sobre Hergé, va ser el mateix creador de Tintín qui va suggerir als editors que confiessin la redacció de l'obra a Peeters. Als efectes d'aquest llibre (Le Monde d'Hergé), va parlar llargament amb el dibuixant, tres mesos abans de la seva mort.
Posteriorment, Benoît Peeters va treballar en diversos projectes relacionats amb Hergé, de vegades en col·laboració amb Pierre Sterckx: la col·lecció L'Œuvre intégrale d'Hergé per a les edicions de Rombaldi (1984-1989), l'edició de l'àlbum de l'última aventura inacabada de Tintín, Tintín i l'Art-Alfa (1986), el documental Monsieur Hergé (1988), les exposicions Hergé dessinateur (1988-1989) i Au Tibet avec Tintin (1988-1989), o també el programa temàtic Tintin reporter per a la cadena francoalemanya Arte (1995).
L'any 2002, publica la biografia Hergé, fils de Tintín, fruit de les seves investigacions i trobades amb testimonis. El treball es considera una obra de referència.
Des del 2015, és un dels tres autors de les postfaces de la col·lecció Hergé, le feuilleton intégral, publicada conjuntament per Moulinsart i Casterman.

### Guionista de còmics
Pel que fa al seu estil com a escriptor de còmics, la crítica assenyala el seu gust per l'experimentació i la capacitat de renovar el seu art d'un àlbum a un altre. Això és precisament el que va fer que la sèrie Les Cités obscures, que va crear l'any 1982 amb el seu amic el dibuixant François Schuiten, tingués tant d'èxit. No obeeix cap de les regles clàssiques d'una sèrie: els herois no són necessàriament els mateixos d'una història a una altra; cada història té lloc en una ciutat diferent, en un moment diferent; alguns volums són en blanc i negre, altres en color, o de vegades tots dos, etc.
Més enllà del còmic, el món de Les cités obscures forma part d'altres mitjans i formes de narració. Així, Mary la penchée es presenta en forma de llibre il·lustrat per a nens, mentre que Le Guide des Cités s'assembla a una autèntica guia turística. En total, Casterman ha publicat setze àlbums i a sèrie ha estat traduïda a una desena d'idiomes. Els seus autors han rebut diversos premis, entre ells el Grand Prix Manga, que se'ls va atorgar el febrer de 2013 al Japan Media Arts Festival. Fou la primera vegada que s'atorgà aquest premi a un autor francès i un autor belga.
Encara amb François Schuiten, Benoît Peeters va estendre l'imaginari de Les cités obscures a través de diverses exposicions, un espectacle musical (L'Affaire Desombres, 1999-2000), un documental (Le Dossier B, 1995) i l'escenografia d'un edifici a Brussel·les dissenyat per Victor A Hortarique.
Benoît Peeters també ha treballat amb altres dibuixants, en particular Aurélia Aurita, Frédéric Boilet, Anne Baltus i Alain Goffin. Un dels seus àlbums, Dolorès (guió en col·laboració amb François Schuiten, dibuixos d'Anne Baltus), va ser adaptat per a la pantalla pel cineasta alemany Michael Rösel.
En un altre gènere, va publicar amb la seva antiga parella, la fotògrafa Marie-Françoise Plissart, una sèrie de relats fotogràfics d'un gènere nou, publicats per Éditions de Minuit.

### Assagista i biògraf
Benoît Peeters s'interessa per totes les arts (visuals i literàries en particular) sense jerarquia de gèneres, fet que socialment encara era mal percebut a l'època de la seva adolescència. Teòric i crític, és autor de diversos assaigs sobre còmics. A més d'Hergé, va estudiar les obres de Töpffer, Winsor McCay, Jirô Taniguchi i Chris Ware.
També ha publicat treballs sobre Paul Valéry, Alfred Hitchcock, Agatha Christie, Nadar, Victor Horta, així com sobre guió, storyboard i escriptura col·laborativa (Nous est un autre, amb Michel Lafon).
L'any 2010, Benoît Peeters va publicar la primera biografia del filòsof Jacques Derrida, acompanyant-la d'un quadern de registre i una reflexió sobre el gènere biogràfic, Trois ans avec Derrida, les carnets d'un biographe. Aclamada per la crítica, aquesta biografia ha estat traduïda a l'anglès, alemany, espanyol, portuguès, xinès i japonès. També va publicar biografies de Paul Valéry, Sándor Ferenczi i Alain Robbe-Grillet.
El seu gust per les biografies es remunta a la seva adolescència, període durant el qual va ser un gran lector d'obres que evocaven la vida de pintors com Gauguin, Van Gogh i Cézanne.

### Altres activitats
Benoît Peeters ha fet diverses incursions en el sector audiovisual. Ha realitzat documentals sobre còmics (entre d'altres determinats episodis de la sèrie Comix, el 2004, per a Arte), la pel·lícula Jacques Derrida, le courage de la pensée (en col·laboració amb Virginie Linhart), i també ha filmat entrevistes a Alain Robbe-Grillet.
Per al cinema, va col·laborar el 1987 amb el cineasta Raoul Ruiz en el guió de la pel·lícula La Chouette aveugle. Ell mateix va dirigir diversos curtmetratges, a més d'un llargmetratge, Le Dernier Plan, l'any 1999, en el qual van aparèixer Pierre Arditi, Erik Orsenna i Bernard Pivot.
Director de la col·lecció «Bibliothèque de Moulinsart» (dedicada a Hergé) per a Casterman del 1988 al 1996, és assessor editorial de la mateixa editorial des del 2001. També dirigeix una editorial independent, Les Impressions Nouvelles, que va cofundar el 1985.
Preocupat per la situació dels autors, el 2015 va posar en marxa els Estats generals del còmic, amb Valérie Mangin i Denis Bajram.
Professor associat al Conservatori Nacional d'Arts i Oficis del 2016 al 2019, Benoît Peeters hi va demostrar la seva passió per la cuina el 2018, a través d'una sèrie de conferències. Després d'haver estat Visiting Professor a la Universitat de Lancaster (Gran Bretanya), va ser elegit per a la càtedra de creació artística del Collège de France per a l'any 2022-2023, on hi ensenya la poètica del còmic.

## Obres

### Literatura
- Òmnibus, Mitjanit, 1976 (exhaurit). Edició ampliada, Noves impressions, 2001.
- La Bibliothèque de Villers, Robert Laffont, 1980 (exhaurit). Reedició, Laboral, col. «Espace Nord», 2012.
- Le Transpatagonien, en col·laboració amb Raoul Ruiz, Noves impressions, 2002.
- Villes enfuies, recits i fragments, Les Impressions nouvelles, 2007.

### Guions de còmics i històries il·lustrades
- Les Cités obscures, avec François Schuiten, Casterman:
  - Les Murailles de Samaris, 1983
  - La Fièvre d'Urbicande, 1985
  - L'Archiviste, 1987
  - La Tour, 1987
  - La Route d'Armilia, 1988
  - Le Musée A. Desombres (CD i àlbum il·lustrat), 1990
  - Brüsel, 1992
  - Souvenirs de l'éternel présent, 1993
  - L'Écho des Cités, 1993
  - Mary la penchée, 1995
  - L'Enfant penchée, 1996
  - Le Guide des Cités, 1996
  - L'Ombre d'un homme, 1999
  - Voyages en Utopie, 2000 (exhaurit)
  - L'Affaire Desombres (música de Bruno Letort, llibret i DVD), 2002
  - La Frontière invisible, dos volums, 2002 i 2004. Reedició en un volum, 2006
  - Les Portes du Possible, 2005
  - Le Dossier B, film, 1996 (DVD: Les Impressions nouvelles, 2007)
  - La Théorie du grain de sable, dos volums, 2007 et 2008. Reedició en un volum, 2009
  - Le Retour du Capitaine Nemo, 2023
- Plagiat !, coguionista amb François Schuiten, dibuix d'Alain Goffin, Les Humanoïdes associés, col. «Pied jaloux», 1989
- Le Signe de Lucifer, dibuix d'Alain Goffin, Nathan, 1990
- Dolorès, coguionista amn François Schuiten, dibuix d'Anne Baltus, Casterman, col. «Studio (À suivre)», 1991
- Le Théorème de Morcom, dibuix d'Alain Goffin, Les Humanoïdes associés, 1992
- Calypso, dibuix d'Anne Baltus, Casterman, col. «Studio (À suivre)», 1995
- Love Hotel, amb Frédéric Boilet, Casterman, 1993. Réédition, Ego comme X, 2005
- Tokyo est mon jardin, amb Frédéric Boilet, Casterman, 1997. Edition revue, 2002. Reedició, Ego comme X, 2011. Edició ampliada incloent Love Hotel, Casterman, 2018
- Demi-tour, amb Frédéric Boilet, Dupuis, col. «Aire libre», 1997. Edició revisada i ampliada, 2010
- Revoir Paris, amb François Schuiten, Casterman:
  - Utopiomane, 2014
  - La Nuit des constellations, 2016
- Comme un chef, dibuix d'Aurélia Aurita,[3] Casterman, 2018

### Assaig
- Le Monde d’Hergé, Casterman, 1983. Editions revues, 1991 i 2004.
- Les Bijoux ravis. Une lecture moderne de Tintin, Magic Strip, 1984. Reeditat amb el títol Lire Tintin. Les Bijoux ravis, Les Impressions nouvelles, 2007.
- Case, planche, récit. Comment lire une bande dessinée, Casterman, 1991. Edició revisada, 1998. Reedició de butxada amb el títol Lire la bande dessinée, Flammarion, col. «Champs», 2003.
- Hitchcock, le travail du film, Les Impressions nouvelles, 1993.
- La bande dessinée, Flammarion, col. «Dominos», 1993.
- Töpffer, l'Invention de la bande dessinée, amb Thierry Groensteen, Hermann, 1994.
- Tu parles !? Le français dans tous ses états (dir. amb Bernard Cerquiglini, Jean-Claude Corbeil i Jean-Marie Klinkenberg), Flammarion, 2000. Reedició, col. «Champs», 2002.
- Hergé, fils de Tintin, Flammarion, 2002. Nova edició, 2016. Edició de butxaca, col. «Champs», 2006.
- Nous est un autre. Enquête sur les duos d’écrivains,[33][34] amb Michel Lafon‚ Flammarion‚ 2006.
- Écrire l'image. Un itinéraire, Les Impressions nouvelles, 2009.
- Chris Ware. La bande dessinée réinventée, amb Jacques Samson, Les Impressions nouvelles, 2010.
- Derrida, Flammarion, 2010.
- Trois ans avec Derrida. Les carnets d'un biographe, Flammarion, 2010.
- Jirô Taniguchi, l'homme qui dessine, Casterman, 2012.
- Valéry. Tenter de vivre, Flammarion, 2014.
- Revoir Paris, l'exposition, amb François Schuiten, Casterman/Cité de l'Architecture et du Patrimoine, 2014.
- Raoul Ruiz le magicien, amb Guy Scarpetta, Les Impressions nouvelles, 2015.
- Machines à dessiner, amb François Schuiten, Casterman/Musée des Arts et Métiers, 2016.
- La bande dessinée entre la presse et le livre, Bibliothèque nationale de France, 2019.
- Sandor Ferenczi. L'enfant terrible de la psychanalyse, Flammarion, 2020.
- Michel Guérard. Mémoire de la cuisine française, Albin Michel, 2020.
- 3 minutes pour comprendre 50 moments-clés de l'histoire de la bande dessinée, Le Courrier du livre, 2022
- Robbe-Grillet. L'aventure du Nouveau Roman, Flammarion, 2022.
- Réinventer le roman, entrevistes amb Alain Robbe-Grillet, Flammarion, 2022.

### Històries fotogràfiques
- Fugues, en col·laboració amb Marie-Françoise Plissart, Minuit, 1983.
- Droit de regards, en col·laboració amb Marie-Françoise Plissart (seguida d'una lectura de Jacques Derrida), Minuit, 1985. Reedició, Noves impressions, 2010.
- Prague, en col·laboració amb Marie-Françoise Plissart, Autrement, 1985.
- Le Mauvais Œil, en col·laboració amb Marie-Françoise Plissart, Minuit, 1986.

## Filmografia
- Le compte rendu, guió i la producció d'un curtmetratge en blanc i negre 35 mm  Pel·lícula protagonitzada per Erìc Slèìchìm i Catherine Belkhodja, presentada a la selecció oficial al Festival de Berlín, 1987.
- Servaisgraphia, guió i producció en col·laboració amb Pierre Drouot d'un curtmetratge en color de 15 minuts de 35 mm , 1992. Pel·lícula presentada al Pavelló de Bèlgica de l'Exposició Universal de Sevilla de 1992.
- Le Dossier B. , fals documental produït en col·laboració amb François Schuiten i Wilbur Leguebe, 1995. Publicat en DVD per Les Impressions nouvelles el 2007.
- Le Dernier Plan, guió (en col·laboració amb F. Schuiten, P. Drouot i S. Willems) i producció d'un llargmetratge en color de 35 mm. Producció Les Piérides, 1999. Pel·lícula presentada als festivals de Locarno, Haifa, Cottbus, Saint-Jean-de-Luz, El Caire, etc.
- Entretiens a Alain Robbe-Grillet, versió ampliada ( 6 h 15 ), 2 DVD, Les Impressions nouvelles/IMEC, 2001.
- L'Affair Desombres, fals documental escrit amb François Schuiten i acompanyat per la música de Bruno Letort, Casterman, 2002.
- Jacques Derrida. Le courage de la pensée, amb Virginie Linhart, 53 min, Arte France Morgane-groupe, 2014.

### Com a actor
- 2014: La Part de l'ombre d'Olivier Smolders (curtmetratge).

## Premis i distincions

### Premis
- 1984: Premi del Lector de Bédésup, categoria «millor recerca gràfica», per Les Murailles de Samaris,[35] (amb François Schuiten).
- 1985: Premi Alfred al millor àlbum al festival d'Angoulême per La Fièvre d'Urbicande (amb François Schuiten).[36]
- 1998: Premi especial del jurat dels premis Max i Moritz per Le Guide des Cités (amb François Schuiten).
- 2012: Grand Prix Manga al Japan Media Arts Festival (atorgat el febrer de 2013).

### Decoracions
- Officier de l'ordre des Arts et des Lettres. Va ser ascendit al grau d'oficial el 9 de juliol de 2014.